# جيم فيري
جيم فيري (بالإنجليزية: Jim Ferry)‏ هو مدرب كرة سلة أمريكي، ولد في 9 يوليو 1967 في إلمونت في الولايات المتحدة.